# Troll A

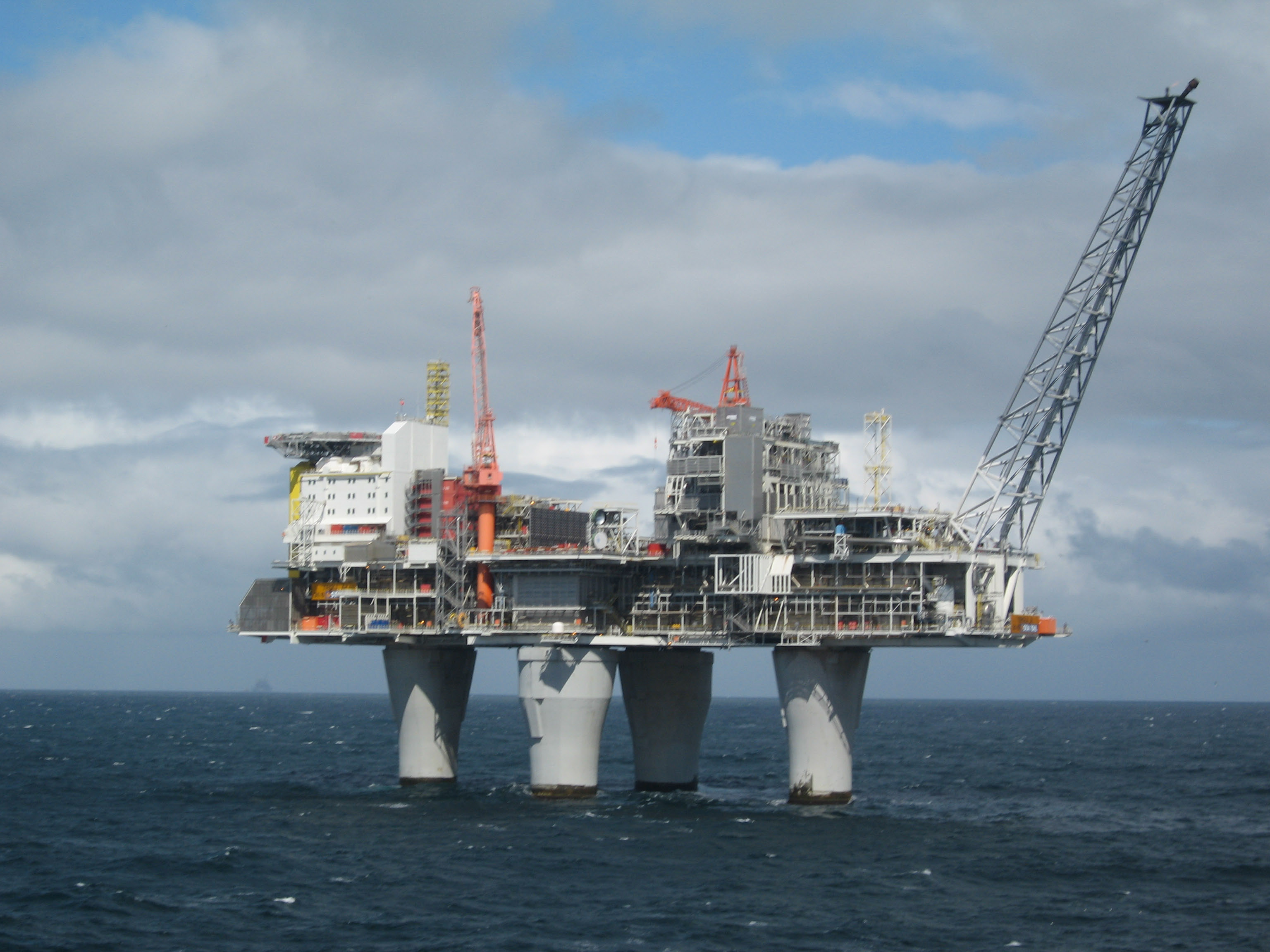
Troll A

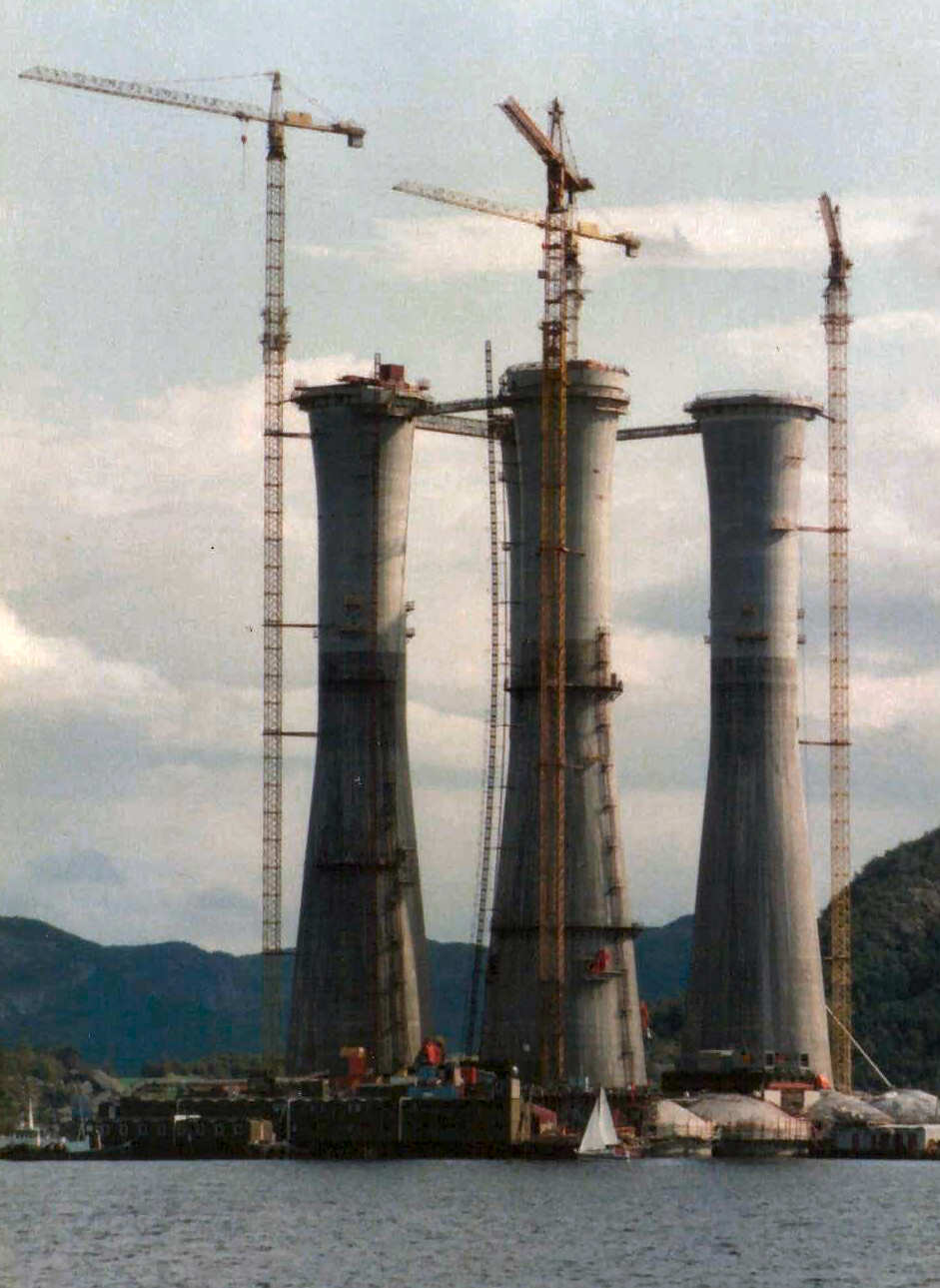
Troll A tijdens de bouw

Troll A is een gigantisch gasproductieplatform voor de exploitatie van aardgas in de Noordzee in Noorwegen. Het werd in opdracht van Norske Shell in 1996 naar zijn bestemming gesleept. De uitbater is Equinor.
Het betonnen Condeep platform staat op de zeebodem, 303m onder het wateroppervlak van de Noorse zee. Het gas uit meer dan 40 putten wordt met verscheidene pijpleidingen naar land getransporteerd. De totale hoogte van het platform is 472 meter hoog, het gewicht 656.000 ton. Dit maakt het de hoogste constructie die ooit verplaatst is. Dek en basis werden afzonderlijk geconstrueerd, en samengevoegd terwijl de basis al gedeeltelijk onder water was. Het platform werd over 200 km van Vats, in het noorden van Rogaland, naar het Trollgasveld (80 km ten noordwesten van Bergen) gesleept in zeven dagen.